# Shewa Robit
Shewa Robit (en amharique : ሽዋሮቢት, également appelée Shah Robit, Shoa Robit ou Robit) est une ville du centre-nord de l'Éthiopie située dans la zone Semien Shewa de la région Amhara, à une altitude de 1 280 m.
Un visiteur de Shewa Robit en 1985 a décrit la ville comme « une ville d'une rue d'adobes délabrés. L'hôtel que nous avons visité était fait de boue et de paille sur une charpente en bois, des murs stuqués ou peints, un toit en tôle ondulée. Les portes étaient petites et tordues, mais il y avait de l'électricité, un réfrigérateur et une douche. Les enfants et les poulets erraient partout. Si ce n'était pour les gens, cela aurait pu être l'Inde ou l'Égypte ou la Colombie ou la Bolivie ».
En mai 2009, un groupe de rebelles affirmant appartenir au Mouvement pour l'unité et la justice en Éthiopie aurait attaqué le poste de police et d'autres cibles à Shewa Robit.

## Démographie
D'après le recensement national de 2007 réalisé par l'Agence centrale de statistique, Shewa Robit compte 17 575 habitants.
Parmi ses habitants, on compte des membres du peuple Argobba. C'est la plus grande ville du woreda de Kewet.
La population urbaine du woreda Kewet — estimée en 2020, par projection des taux de 2007, à 18 291 personnes — donne une estimation de la population actuelle de Shewa Robit.